# Windsor (Pennsilvània)
Windsor és una població dels Estats Units a l'estat de Pennsilvània. Segons el cens del 2000 tenia 1.331 habitants.

## Demografia
Segons el cens del 2000, Windsor tenia 1.331 habitants, 484 habitatges, i 359 famílies. La densitat de població era de 1.027,8 habitants per km².
Dels 484 habitatges en un 44,2% hi vivien nens de menys de 18 anys, en un 52,3% hi vivien parelles casades, en un 14,7% dones solteres, i en un 25,8% no eren unitats familiars. En el 18,8% dels habitatges hi vivien persones soles el 8,7% de les quals corresponia a persones de 65 anys o més que vivien soles. El nombre mitjà de persones vivint en cada habitatge era de 2,74 i el nombre mitjà de persones que vivien en cada família era de 3,09.
Per edats la població es repartia de la següent manera: un 31,4% tenia menys de 18 anys, un 9,5% entre 18 i 24, un 33,2% entre 25 i 44, un 16,5% de 45 a 60 i un 9,3% 65 anys o més.
L'edat mediana era de 31 anys. Per cada 100 dones de 18 o més anys hi havia 89,8 homes.
La renda mediana per habitatge era de 37.000$ i la renda mediana per família de 40.057$. Els homes tenien una renda mediana de 30.492$ mentre que les dones 20.912$. La renda per capita de la població era de 15.808$. Entorn del 6,5% de les famílies i el 7,8% de la població estaven per davall del llindar de pobresa.

## Poblacions més properes
El següent diagrama mostra les poblacions més properes.